# بزرگراه علامه عسکری
بزرگراه علامه عسگری با نام پیشین بزرگراه شمالی بهشت زهرا نام بزرگراهی در شهر تهران است. این بزرگراه در بخش شمالی بهشت زهرا است.
| از شرق به غرب         | از شرق به غرب                | از شرق به غرب |
| --------------------- | ---------------------------- | ------------- |
|                       | بزرگراه تهران-قم             |               |
| ایستگاه متروی باقرشهر |                              |               |
|                       | بزرگراه بهشت زهرا بلوار شهدا |               |
| دوربرگردان            |                              |               |
|                       | آزادراه تهران-قم             |               |
| از غرب به شرق         |                              |               |